# Kanczura
Kanczura (ros. Канчура) – wieś (dieriewnia) w Rosji, w Baszkortostanie, w rejonie kujurgazińskim. W 2010 liczyła 185 mieszkańców, głównie Baszkirów.